# Nationale Demokratische Allianz gegen Diktatur

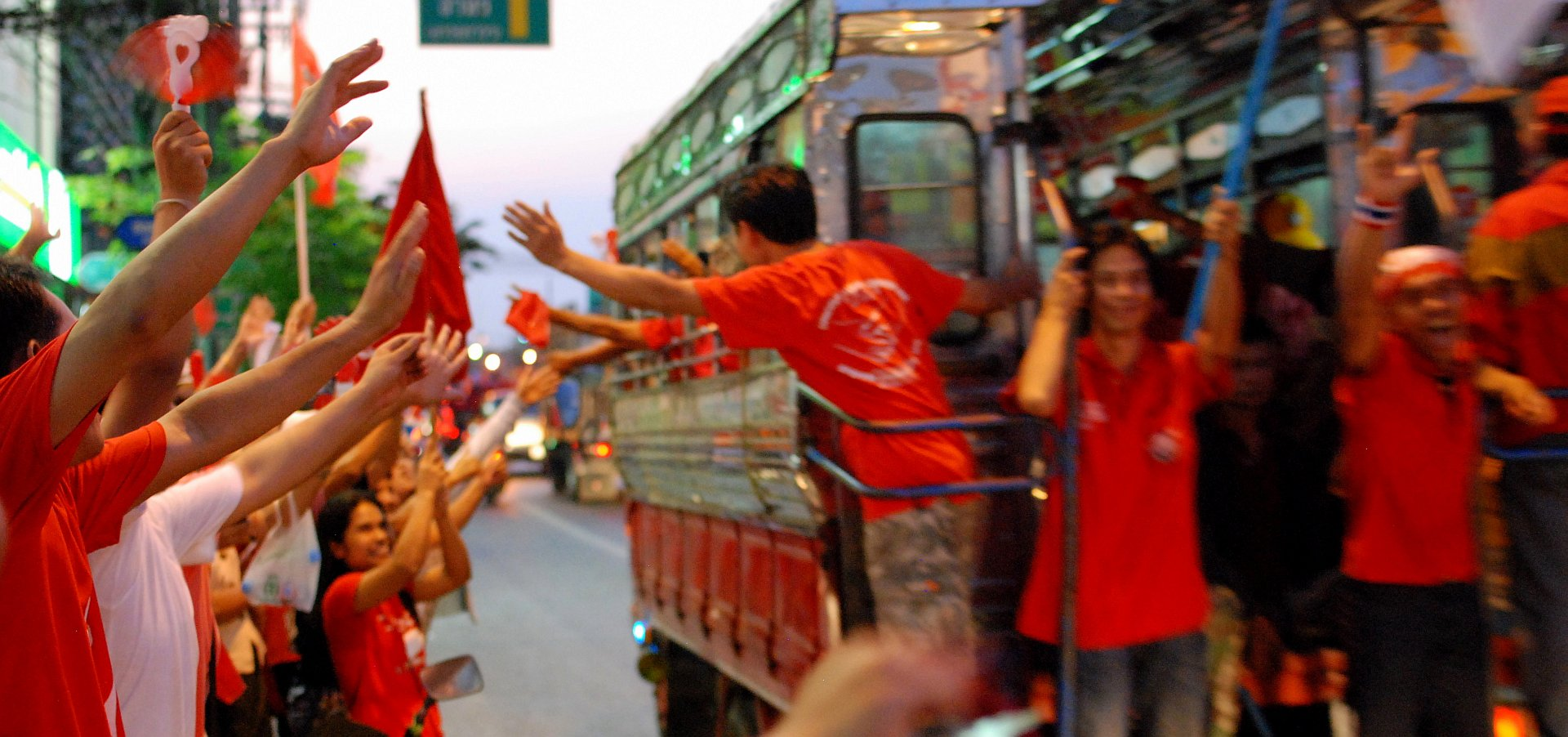
Anhänger der UDD in Bangkok (20. März 2010)

Die Nationale Demokratische Allianz gegen Diktatur (thailändisch แนวร่วมประชาธิปไตยต่อต้านเผด็จการแห่งชาติ, RTGS Naeo Ruam Prachathipatai Totan Phadetkan Haeng Chat, Abkürzung นปช., selbstgewählte englische Bezeichnung “United Front for Democracy Against Dictatorship”, abgekürzt UDD) ist die Dachorganisation, zu der sich in Thailand eine Vielzahl von politischen Gruppen zusammengeschlossen haben, die sich der politischen Bewegung der „Rothemden“ (thailändisch เสื้อแดง, RTGS Suea Daeng) zurechnen. Sie wurde aus Widerstand gegen den Militärputsch am 19. September 2006 und die anschließend vom Militär eingesetzte Regierung gegründet und steht dem bei dem Putsch entmachteten Ministerpräsidenten Thaksin Shinawatra nahe.

## Gründung und Entwicklung

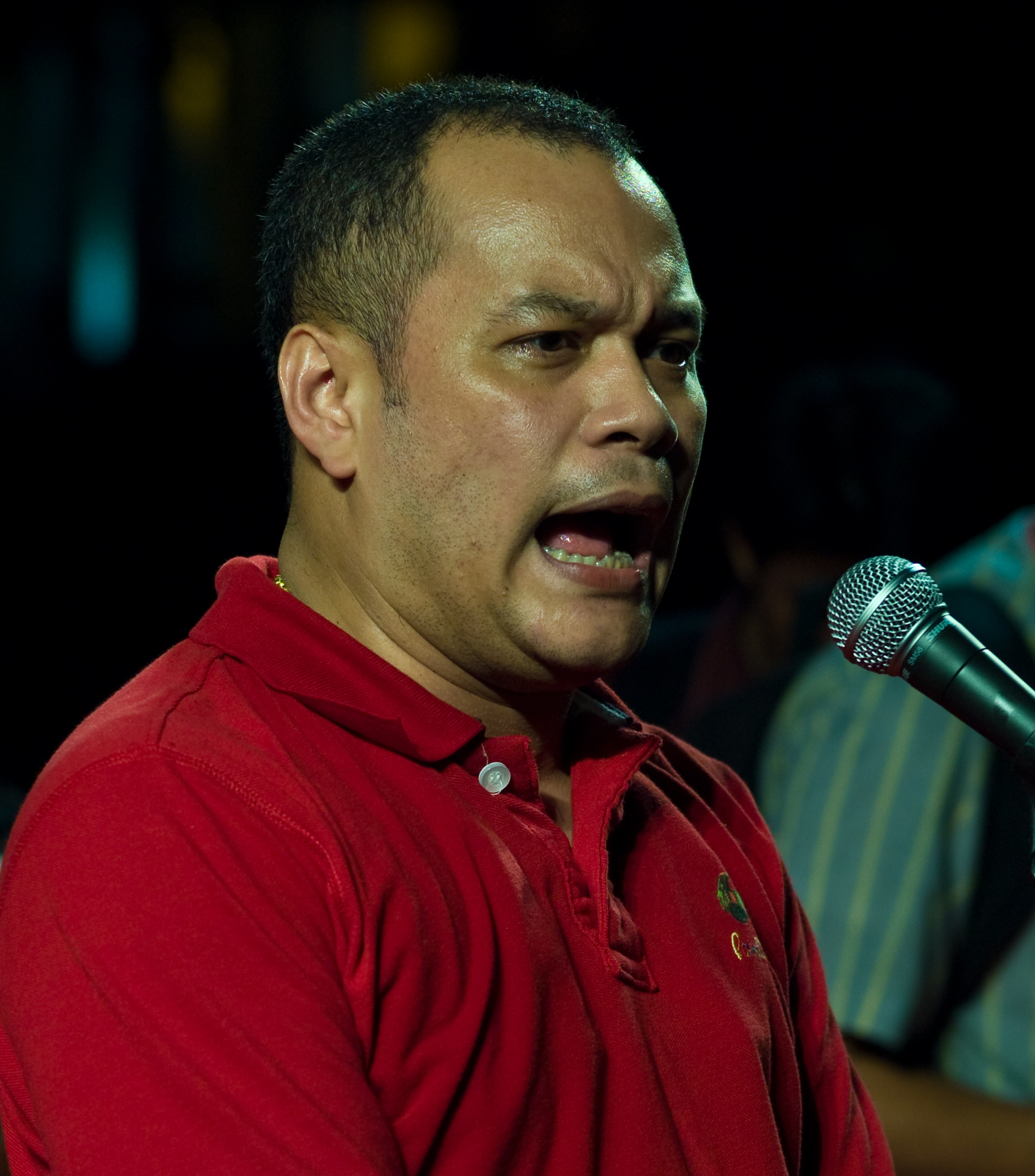
Nattawut Saikua (2010)

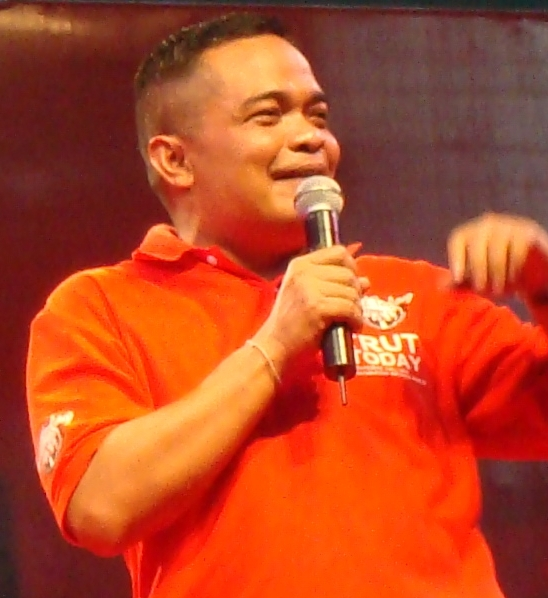
Jatuporn Prompan (2008)

Die Gruppe entstand aus Protest gegen den Militärputsch im September 2006, der Thaksin Shinawatra entmachtete, die anschließende Herrschaft der Militärjunta von General Sonthi Boonyaratglin, die sich selbst „Rat für Demokratische Reformen“ nannte und die von ihr eingesetzte Übergangsregierung unter Surayud Chulanont. Führende Mitglieder waren Veera Musikapong und Nattawut Saikua, Politiker von Thaksins Thai-Rak-Thai-Partei, die von dem nach dem Putsch eingerichteten „Verfassungstribunal“ wegen Wahlrechtsverstößen aufgelöst wurde. Dazu kamen Demokratieaktivisten, auch vormalige Kritiker Thaksins wie Weng Tojirakarn, die über die Art und Weise von Thaksins Entmachtung und die erneute Militärherrschaft entsetzt waren. Eine Vielzahl verschiedener nach dem Putsch gebildeter Gruppen, die entweder Thaksin unterstützten oder die Militärherrschaft ablehnten, fanden sich im Laufe des Jahres 2007 zur Demokratischen Allianz gegen Diktatur (DAAD) zusammen.
Das erste politische Ziel der DAAD war die Ersetzung der vom Militär eingesetzten Regierung Surayud und die Ablehnung der unter der Ägide des Militärs 2007 ausgearbeiteten Verfassung. Bei der Volksabstimmung im August erreichte die Nein-Kampagne der DAAD zwar 10 Millionen Stimmen, eine Mehrheit sprach sich allerdings für das neue Grundgesetz aus. Seit der Kampagne zu diesem Referendum, in dem die Farbe Rot mit der Ablehnung des Entwurfs assoziiert wurde, ist die DAAD bzw. UDD auch als Bewegung der „Rothemden“ bekannt – in Abgrenzung zu den „Gelbhemden“ der Volksallianz für Demokratie, die zuvor gegen die Regierung Thaksins protestiert und seine Entmachtung durch den Putsch gebilligt, wenn nicht gar befürwortet, hatte. Nach der Kampagne zum Referendum fügte die Organisation ihrem Namen das Wort „National“ und den Slogan „Rot im ganzen Land“ (thailändisch แดงทั้งแผ่นดิน, RTGS Daeng Thang Phaen Din) hinzu. Damit wollte sie ihre Anziehungskraft auf die Massen der Landbevölkerung ausdehnen.
Die Bewegung erlangte weite Bekanntheit durch die Polit-Talkshow Khwamching Wanni/Truth Today („Wahrheit heute“) der ehemaligen TRT-Politiker Nattawut, Veera und Jatuporn Prompan. Sie wurde nach dem Wahlsieg der TRT-Nachfolgerin Partei der Volksmacht im Dezember 2007 auf dem von der Regierung kontrollierten Sender NBT TV ausgestrahlt. Sie kritisierten den fortgesetzten Einfluss des Militärs und den Kronratsvorsitzenden Prem Tinsulanonda, den sie als Hintermann für den Putsch verantwortlich machten. Die „Rothemden“ intensivierten ihre Aktivitäten, nachdem das Verfassungsgericht im Dezember auch die Partei der Volksmacht, abermals aufgrund des Vorwurfs der Wahlmanipulation, auflöste und Parlamentsabgeordnete das Lager wechselten und den bisherigen Oppositionsführer Abhisit Vejjajiva von der Demokratischen Partei zum Ministerpräsidenten wählten. Dafür machten sie den Oberkommandierenden des Heeres, Anupong Paochinda verantwortlich, der die Abgeordneten unter Druck gesetzt haben soll. Für die „Rothemden“ war dies ein weiterer Fall der von ihnen angeprangerten politischen Einmischung des Militärs.

## Anhängerschaft
In der thailändischen Öffentlichkeit und internationalen Medienberichten werden die „Rothemden“ oftmals im Kern als Bewegung armer Bauern aus dem ländlichen Norden und Nordosten dargestellt. Politikwissenschaftliche Studien haben ergeben, dass die Mehrheit der UDD-Unterstützer tatsächlich aus der Provinz stammt. Es handelt sich aber zu einem wesentlichen Teil um Vertreter einer sich dort entwickelnden unteren Mittelschicht, die als „urbanisierte Dorfbewohner“ bezeichnet werden können.
Viele sind tatsächlich Klein- oder Mittelbauern, gehören aber nicht zu den allerärmsten Landlosen. Einige sind Gründer kleiner Geschäfte oder Unternehmen, beispielsweise Baufirmen. Die meisten sind Profiteure von Thaksins Politik der Kleinkredite für kleine und mittlere Unternehmen und für ländliche Entwicklung sowie des 30-Baht-Programms für allgemeine Gesundheitsversorgung. Eine Mehrheit kommt zwar nicht direkt aus großen Städten, aber aus dem Umland urbaner Zentren. Als Hochburgen der „Rothemden“ gelten die Provinzen Chiang Mai, Udon Thani und Khon Kaen, in deren Zentrum jeweils eine größere Stadt liegt. Viele „Rothemden“-Unterstützer im Großraum Bangkok sind inländische Migranten aus der weniger entwickelten Provinz, die den größten Teil des Jahres beispielsweise als Kleinhändler oder Taxifahrer in der Hauptstadt arbeiten, aber immer noch in ihrer Heimatprovinz gemeldet sind und dort wählen.
Die Mehrheit der Teilnehmer an den „Rothemden“-Demonstranten 2010 hatte zumindest eine weiterführende Schule besucht, knapp ein Viertel hatte sogar einen Hochschulabschluss.  Das steht im Widerspruch zu dem Vorwurf von Teilen der städtischen Eliten, die „Rothemden“ seien in der Regel ungebildet, politisch desinformiert und unreif. Jene äußerten häufig den Verdacht, die „Rothemden“ würden gar nicht aus eigenem Antrieb zu den Demonstrationen gehen, sondern würden von Thaksin dafür bezahlt. Sie sprachen abwertend von „Prepaid-Demonstrationen“. Die allermeisten Rothemden-Protestler waren über 40, viele auch über 50 oder sogar schon Rentner. Sie gaben an, ein besseres Thailand für die kommende Generationen zu wollen.
Zu diesem Kern der UDD-Unterstützer kommt aber auch ein Teil der städtischen Mittelschicht, Büroangestellte, Studenten, Polizisten und auch ein Teil des Militärs. Der bekannteste Offizier, der die „Rothemden“ unterstützte, war Generalmajor Khattiya Sawasdipol („Seh Daeng“), der während der Zusammenstöße von Protestbewegung und Sicherheitskräften 2010 erschossen wurde.
Der oftmals als Ursache des politischen Konflikts in Thailand und der Bildung der „Rothemden“-Bewegung vermutete Stadt-Land-Konflikt lässt sich also angesichts ihrer gemischten Zusammensetzung aus Dorfbewohnern, Provinz- und Hauptstädtern nicht bestätigen.
Die meisten ländlichen „Rothemden“ haben sich der Bewegung angeschlossen, weil sie Profiteure der Politik Thaksins waren und sich durch den Putsch 2006 ihrer demokratischen Stimme beraubt fühlten. Sie sind oftmals begeisterte Anhänger Thaksins. Unter den städtischen UDD-Unterstützern sind dagegen nicht alle von Thaksin überzeugt. Einige von ihnen sind eher von demokratischen Überzeugungen, Ablehnung der wahrgenommenen Ungerechtigkeit und des Vorgehens von Politik und Justiz gegen die Gegner des Putsches motiviert. Auch eine Reihe von Intellektuellen unterstützt die UDD. Der britisch-thailändische Politikwissenschaftler und bekennende Marxist Giles Ji Ungpakorn ist beispielsweise ein bekannter Anhänger der „Rothemden“.
Die thailändischen Gewerkschaften stehen der UDD eher fern. Wichtige Teile der organisierten Arbeiterschaft schlossen sich aufgrund ihrer Feindschaft zu Thaksin den „Gelbhemden“ an. Andere unterstützen zwar die Kernforderungen der „Rothemden“ nach mehr Teilhabe und Gleichheit, sind aber nicht mit der Hierarchie und elitären Führungsriege der UDD einverstanden.

## Organisation und Führung

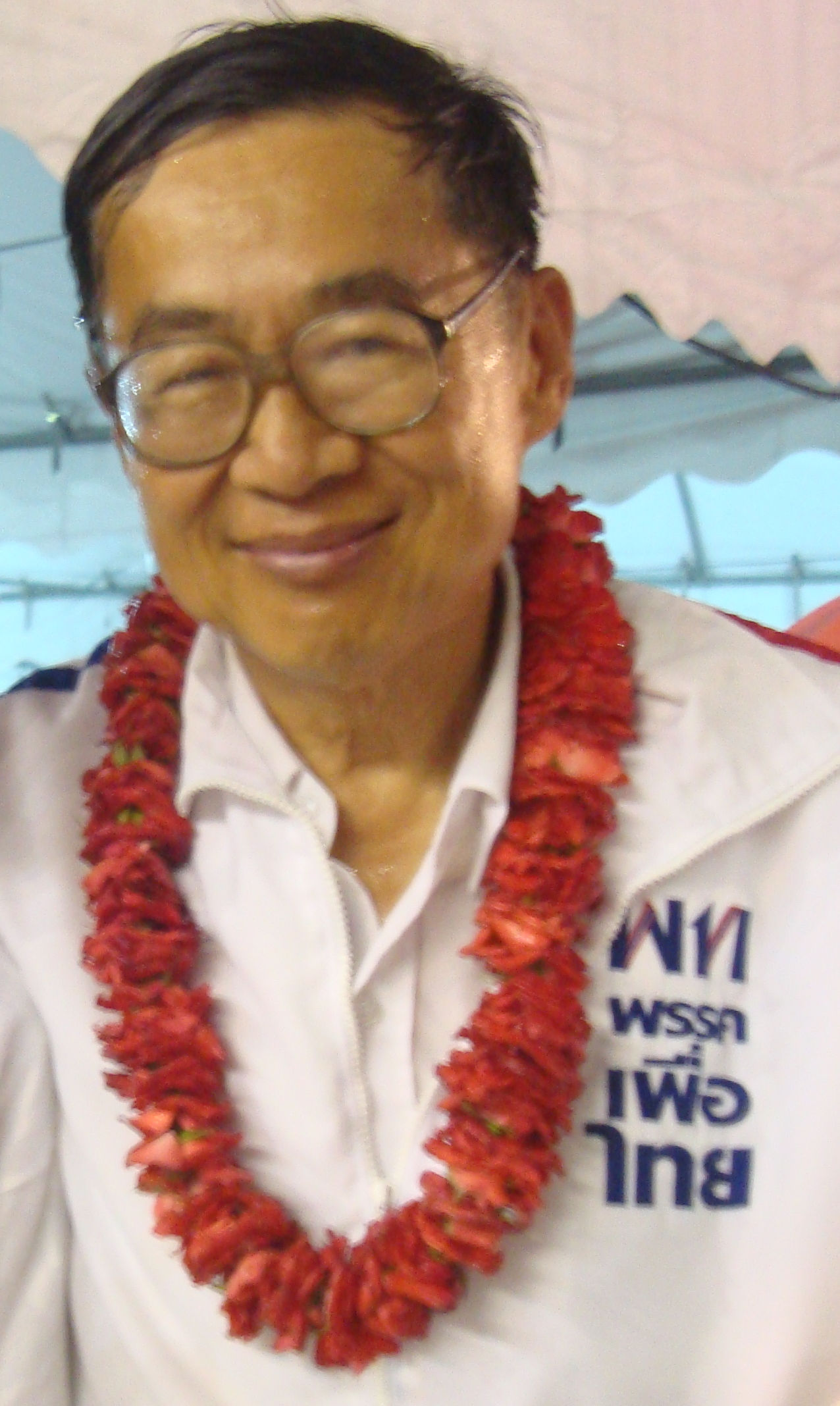
Weng Tojirakarn (2011)

Auch die Führungsriege der „Rothemden“ ist ein sehr heterogener Zusammenschluss. Ihre Mitglieder kommen aus ganz unterschiedlichen sozialen Hintergründen und politischen Richtungen. Das einstige Links-Rechts-Schema, das noch in den 1970er-Jahren zu heftigen Auseinandersetzungen und Zusammenstößen geführt hat, spielt dabei keine Rolle mehr. Das Spektrum der Anführer reicht von ehemaligen Aktivisten der Kommunistischen Partei Thailands über liberale Bürgerrechtler und pragmatische Berufspolitiker bis zu rechten Hardlinern. Die Bewegung setzt sich aus einer Vielzahl interner Gruppierungen und Netzwerken zusammen. Eine zentrale Rolle nimmt das „Trio“ der drei Berufspolitiker Veera Musikapong, Nattawut Saikua und Jatuporn Prompan ein. Entgegen der verbreiteten Wahrnehmung der „Rothemden“ als eine in Nord- und Nordostthailand verwurzelten Bewegung, kommen ihre drei bekanntesten Anführer aus der Südregion.
Daneben sind mindestens acht weitere Zirkel zu unterscheiden, die jeweils auf einen Teil der „Rothemden“-Bewegung Einfluss ausüben. Dazu gehört eine vorwiegend in der Hauptstadt basierte Gruppe von Intellektuellen, Ärzten und Hochschullehrern, die teilweise schon in der Studentenbewegung der 1970er-Jahre aktiv waren. Der prominenteste unter ihnen ist Weng Tojirakarn. Größere Popularität auf dem Land haben populistische Agitatoren wie der frühere Schlagersänger Arisman Pongruangrong, der Comedian Yoswarit Chooklom („Jaeng Dokjik“) oder der Abgeordnete Suporn Atthawong aus der nordostthailändischen Großstadt Nakhon Ratchasima, der sich selbst „Rambo Isan“ nennt. Letztlich ist noch die kompromisslose und militante Gruppe des Generals Khattiya Sawasdipol („Seh Daeng“) zu nennen, der in den 1970er-Jahren als Armeekommandant für die Bekämpfung der Kommunisten verantwortlich war. Er baute zur Gewährleistung der Sicherheit auf den „Rothemden“-Veranstaltungen einen bewaffneten Arm der Bewegung namens „Krieger des Königs Taksin“ auf.
Nach der gewaltsamen Niederschlagung der heftigen „Rothemden“-Proteste im April 2009 richtete die Bewegung sogenannte UDD-Schulen ein, in denen sie demokratische Prinzipien, thailändische Geschichte und ihre eigene Ideologie lehrt.
Im August 2009 ereignete sich eine Spaltung der „Rothemden“. Die Führung der UDD distanzierte sich von der Gruppe um Jakrapob Penkair und Surachai Danwattananusorn, die sich „Red Siam“ nennt. Zuvor hatte es Streit um eine Petition für eine Begnadigung Thaksins gegeben. Die UDD-Führung hatte eine Unterschriftenaktion für ein an den König gerichtetes Begnadigungsgesuch für den ehemaligen Ministerpräsidenten veranstaltet. Jakrapobs Gruppe lehnte diese ab, da sie ihrer Ansicht nach den anti-aristokratischen Grundprinzipien der Bewegung widersprach und angesichts der Angriffe der „Rothemden“ auf den Kronratsvorsitzenden Prem Tinsulanonda ohnehin aussichtslos wäre. Die UDD-Führungsriege warf „Red Siam“ vor, sich für einen bewaffneten Kampf im Stile der Kommunistischen Partei Thailands auszusprechen, der Surachai in der Vergangenheit angehört hatte. Nach der Trennung von Jakrapobs Flügel wurde die UDD unangefochten von dem Trio Veera, Nattawut und Jatuporn geführt.
Nach der gewaltsamen Niederschlagung der Unruhen im Mai 2010 wurde die Organisation vorübergehend aufgelöst. Nach der endgültigen Aufhebung des Notstands im Dezember 2010 konnte sich die UDD erneut organisieren. Da die wichtigsten Anführer zu dem Zeitpunkt immer noch inhaftiert waren, übernahm Thida Thavornseth, die Frau von Weng Tojirakarn, den Vorsitz.
Die Gruppe ist mit der Ende 2008 gegründeten Pheu-Thai-Partei verbunden, der aktuellen Nachfolgepartei der Partei der Volksmacht, die wiederum aus der von Thaksin gegründeten Thai Rak Thai hervorgegangen ist. Bei der Parlamentswahl im Juli 2011 kandidierte eine Reihe von UDD-Aktivisten auf der Liste der siegreichen Pheu-Thai-Partei und wurde ins Parlament gewählt. Im Januar 2012 berief die Ministerpräsidentin Yingluck Shinawatra den „Rothemden“-Sprecher Nattawut Saikua in ihre Regierung.
Im März 2014 löste Jatuporn Prompan Thida als Vorsitzender der UDD ab. Anders als seine Vorgängerin gilt er innerhalb der Organisation eher als Hardliner.
Es gibt eine Reihe von Medien, die den „Rothemden“ nahestehen und deren Sichtweise verbreiten. Dazu gehören die Fernsehsender People’s Television und MV5, lokale Radiosender, die Zeitungen Voice of Thaksin, Truth Today Magazine, Thai Red News und Red Flags.

## Zielsetzung und Ideologie

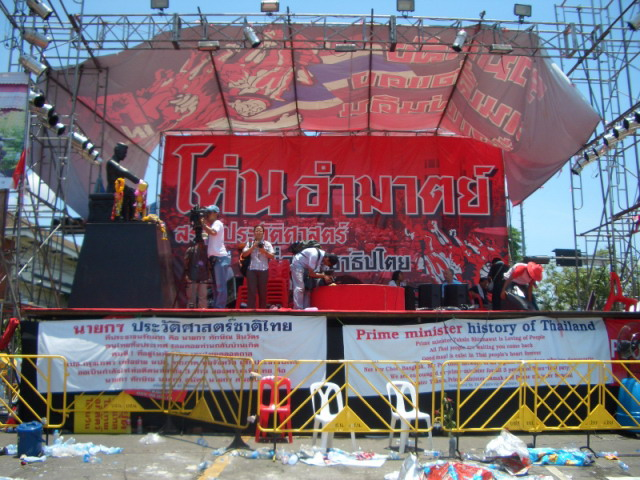
Bühne für Kundgebungen bei den „Rothemden“-Protesten im April 2009. Aufschrift: „Stürzt die ammat“

Nach Darstellung der „Rothemden“ ist Thailand immer noch eine Ständegesellschaft. Eine privilegierte, aristokratische Elite von Staatsfunktionären, die sie nach dem traditionellen Titel für Hofbeamte ammat (อำมาตย์) nennen, herrsche über das einfache Volk und ignoriere dessen demokratischen Willen. Sich selbst identifizieren die Mitglieder der Bewegung als phrai (ไพร่), nach der historischen Bezeichnung für die zu Frondienst verpflichteten Untertanen in der Feudalgesellschaft des alten Siam. Die „Rothemden“ behaupten, dass Thailand keine Demokratie (pracha-thippatai), sondern eine ammataya-thippatai, also eine Herrschaft der ungewählten Elite aus Staatsbeamten, Justiz und Militär, sei. Das feudale Sakdina-System, in dem die phrai ihren Herren unbezahlte Arbeit leisten mussten, wurde zwar von König Chulalongkorn Ende des 19. Jahrhunderts abgeschafft, nach Ansicht der UDD bestehen vergleichbare Abhängigkeitsverhältnisse aber auch in der modernen thailändischen Gesellschaft. Durch das Angreifen dieser vermeintlichen Klassenunterschiede und der Selbstidentifizierung als ausgebeutete und rechtlose Unterschicht appelliert die Bewegung an die ärmere Landbevölkerung, unter der das Gefühl, von der städtischen Elite missachtet und benachteiligt zu werden, weit verbreitet ist.
Die „Rothemden“ stellen die gesellschaftliche Machtverteilung, aber überwiegend nicht die kapitalistische Wirtschaftsordnung in Frage. Im Gegenteil: Viele Teilnehmer der Bewegung haben eine positive Einstellung zu Globalisierung, Unternehmertum und Marktwirtschaft. Während Kernmitglieder der „Gelbhemden“ in zivilgesellschaftlichen Organisationen aktiv waren, die für eine vor-materialistische und vom globalen Kapitalismus abgekoppelte Lokalwirtschaft und -kultur eintraten, waren dies für die meisten „Rothemden“ romantische Illusionen. Für sie stehen konkrete Verbesserungen ihrer materiellen Lage im Vordergrund.
Unterstützer der „Rothemden“ sehen überwiegend in mehr Wahlen auf allen Ebenen ein Mittel zur Lösung der Probleme des Landes. Sie schlagen vor, auch Provinzgouverneure und Bezirkshauptleute zu wählen, die bislang vom Innenministerium ernannt werden. Unter Demokratie verstehen sie zumeist das etablierte, repräsentative System. Anders als die „Gelbhemden“, die gewählten Politikern misstrauen, lehnten sie daher den Militärputsch von 2006, Interventionen des Verfassungsgerichts und die Flughafenbesetzungen von 2008 strikt ab. Sie stehen in der Regel hinter ihren gewählten Lokalpolitikern und Wahlkreisabgeordneten (die im Norden und Nordosten überwiegend der mit der UDD verbündeten Pheu-Thai-Partei angehören). Während unter den „Gelbhemden“ die Überzeugung verbreitet ist, dass auch demokratisch gewählte Politiker nur ihren eigenen Nutzen verfolgen, glauben die „Rothemden“ an Politiker, die sich für die Interessen ihrer Wählerschaft einsetzen. Wichtigstes Beispiel eines solchen Politikers ist für sie Thaksin Shinawatra. Politiker mit denen die Wähler unzufrieden sind, könnten sie ja bei nächster Gelegenheit wieder abwählen.
Der amerikanische Thailand-Berichterstatter und Dozent an der Chulalongkorn-Universität Philip J. Cunningham schätzt ein, dass die UDD trotz ihrer Organisation als unabhängige NGO und Massenbewegung, in erster Linie den Interessen des entmachteten Ministerpräsidenten und Milliardärs Thaksin Shinawatra dient. Cunningham zufolge ist das Eintreten der UDD für Gerechtigkeit und die Interessen der armen Bevölkerung nur vorgetäuscht. Er charakterisiert die UDD als eine teilweise personalistische und militante Organisation, in der fremdenfeindliche und homophobe Positionen vertreten werden. Auch der auf Südostasien spezialisierte Politikwissenschaftler Federico Ferrara konstatiert schwulenfeindliche Tendenzen in der Führungsriege der Rothemden. Tatsächlich attackierte eine Gruppe von „Rothemden“ 2009 die Gay Pride Parade in Chiang Mai. Unterstützer dieser lokalen Gruppe (Rak Chiang Mai ’51) zeigten in Befragungen außerdem eine feindselige Haltung gegenüber Immigranten aus den ärmeren Nachbarländern, insbesondere aus Birma, und vertraten ihnen gegenüber nationalistische Klischees.

## Protestaktionen

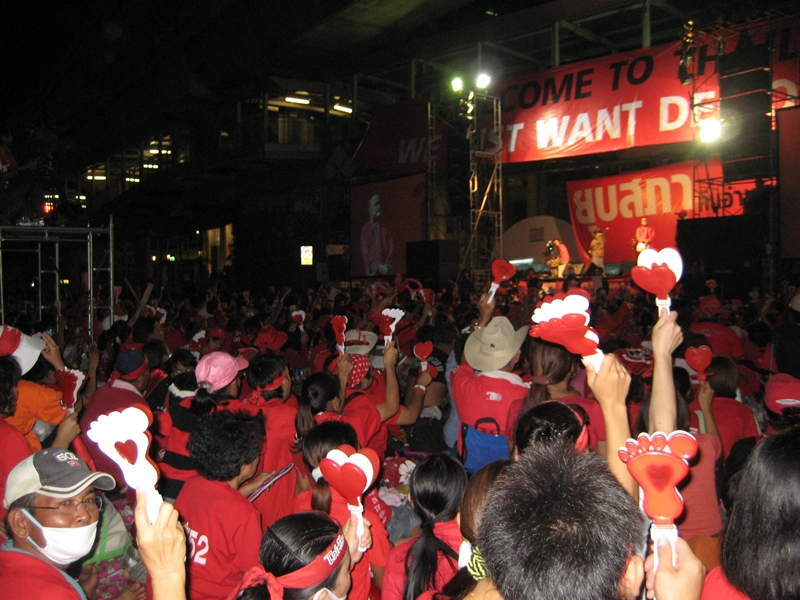
„Rothemden“ klappern mit Plastikfüßen während einer Rede von Jatuporn Prompan, Bangkok, 6. April 2010

Ab der Regierungsübernahme durch Abhisit Vejjajiva im Dezember 2008 protestierten die „Rothemden“ heftig gegen den Machtwechsel, den sie als undemokratisch betrachteten und die Regierung, die für sie illegitim und eine Marionette der Militärführung war. Die Massenproteste hatten einen ersten Höhepunkt im April 2009. Bis zu 100.000 Menschen versammelten sich vor dem Regierungssitz im Zentrum Bangkoks, um das Ende der Elitenherrschaft, den sofortigen Rücktritt Abhisits und der Kronräte Prem und Surayud zu fordern. Durch ihre Blockade verhinderten sie außerdem die Abhaltung des ASEAN-Gipfeltreffens in Pattaya. Zum Markenzeichen der „Rothemden“-Protestler wurden rote Plastikfüße, die beim Bewegen klappern, eine ironische Übernahme der gelben Klapper-Hände der „Gelbhemden“, mit denen sie ihren Anführern Beifall spenden. Die Proteste wurden vom Militär niedergeschlagen, wobei zahlreiche UDD-Anhänger verletzt und mehrere getötet wurden.
Bereits im September 2009 formierte sich die Protestbewegung erneut und hielt eine Demonstration anlässlich des dritten Jahrestags des Putsches von 2006 ab. Am 10. Dezember 2009, dem Tag der Verfassung, versammelten sich die „Rothemden“ vor dem Demokratiedenkmal und forderten eine Rückkehr zur Verfassung von 1997, die sie für demokratischer halten als die seit 2007 geltende, die nach dem Putsch ausgearbeitet worden war.
Noch größer und im Ergebnis noch blutiger waren die neuerlichen Protestaktionen der Bewegung von März bis Mai 2010. Hunderttausende von „Rothemden“ besetzten das zentrale Geschäftsviertel Bangkoks um den Ratchadamnoen-Boulevard und die Ratchaprasong-Kreuzung. Nach mehreren Aufforderungen, das besetzte Gebiet freizugeben, und der Ausschlagung eines Kompromissangebots durch die UDD-Führung, verhängte die Regierung Ende April den Ausnahmezustand und ließ das Militär den Aufstand ab dem 19. Mai niederschlagen. Dabei starben 92 UDD-Aktivisten, über tausend wurden verletzt. Die Anführer der Bewegung und hunderte weitere Anhänger wurden inhaftiert.
Im Februar 2011 wurden mehrere der „Rothemden“-Anführer auf Kaution wieder entlassen. Bei der Wahl im Juli 2011 wurden mehrere führende Mitglieder der „Rothemden“ auf der Liste der Pheu-Thai-Partei ins Parlament gewählt. Obwohl ihre Partei die Wahl gewonnen hatte, bedachte die neue Ministerpräsidentin Yingluck Shinawatra sie zunächst nicht mit Regierungsposten. Erst bei einer Kabinettsumbildung im Januar 2012 wurde Nattawut Saikua zum stellvertretenden Landwirtschaftsminister ernannt. Nach einer erneuten Umbesetzung im Oktober 2012 wechselte er ins Handelsministerium.

## Bekannte Aktivisten der UDD
- Arisman Pongruangrong
- Jatuporn Prompan
- Nattawut Saikua
- Prateep Ungsongtham Hata
- Surachai Danwattananusorn
- Thida Thavornseth
- Weng Tojirakarn